# Narkissos

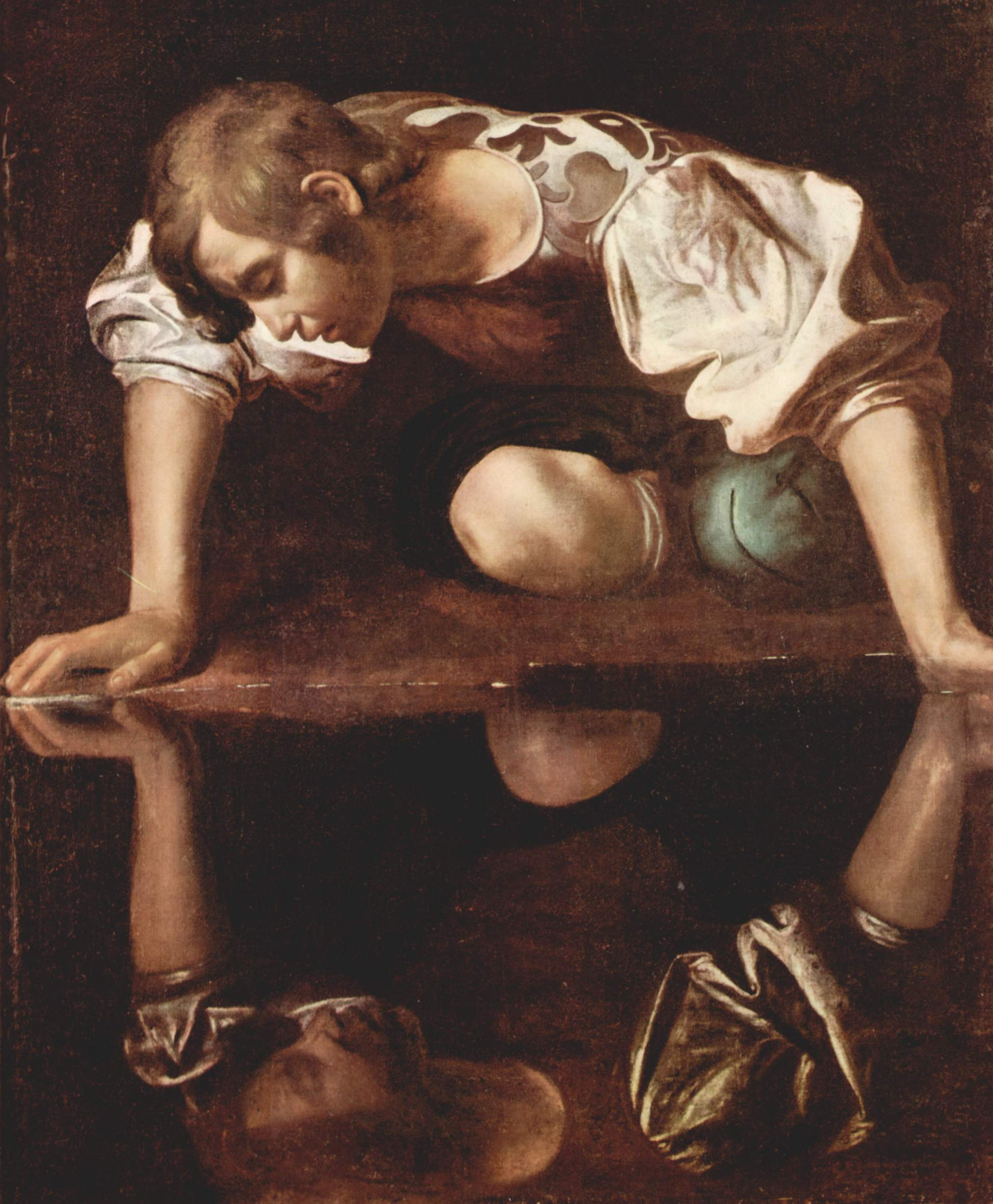
Narkissos av Caravaggio

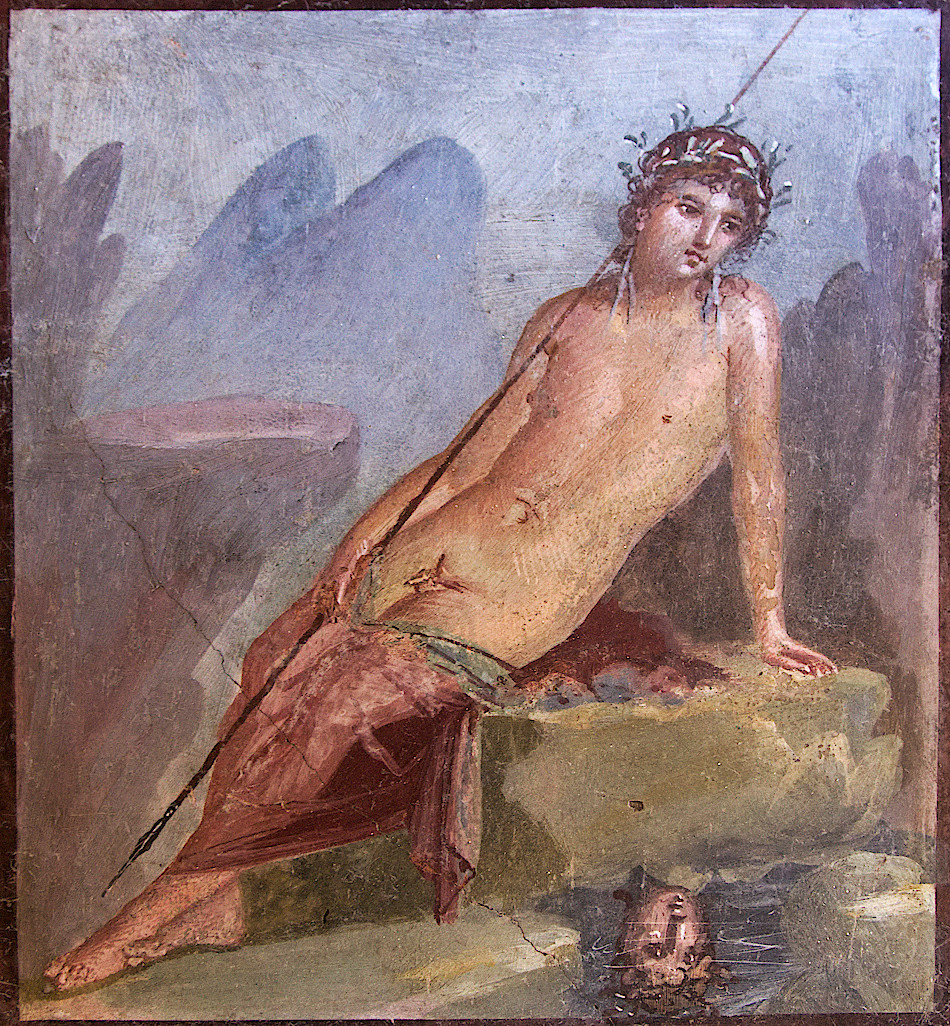
Målning med Narkissos från Pompeji.

Narkissos (Νάρκισσος, lat. Narcissus) var inom grekisk mytologi en vacker yngling. Han var son till flodguden Kefissos och en najad. Narkissos var så underbart vacker att vem som än såg honom greps av kärlek, men problemet var att han avvisade varje kärlek. Han blev dömd att förälska sig i sin egen spegelbild sedan han lämnat den unga flickan Echos kärlek obesvarad.
Narkissos förtynade inför den damm där han fick se sig själv. Till slut förvandlades han till en blomma med gyllene och vita kronblad, den blomma som fått hans namn – pingstlilja (del av narcissläktet).

## Beskrivning
En vacker dag fick nymfen Echo syn på honom, och kunde efter det inte tänka på något annat. Echo hade en gång fått ett straff där hennes röst förvandlats, så att hon bara kunde upprepa de sista ord hon hört. Den unge Narkissos jagades av henne ute i skogen, och för varje gång han ropade högt besvarade hon hans rop i samma ordalag. En dag gick Narkissos vilse i skogen, och skrek: "Finns det någon här?"
Då svarade Echo: "Här!"
Narkissos som aldrig hört talas om ekon, såg sig omkring. Han hörde svaret men kunde inte se en enda levande varelse. Han ropade igen: "Visa dig du!" och Echo svarade med en lycklig suck: ”Du!” Narkissos blev ännu mer förvirrad och skrek: "Vad hör jag?" Echo tyckte att det gick bättre än hon vågat hoppats på och svarade: "Jag!" Så fortsatte leken en bra stund, men det var bara Echo som tyckte det var roligt.
Efter ett tag blev Narkissos bara irriterad över hennes svar, och stötte ifrån sig hennes kärlek. Echo blev så ledsen att hon gömde sig i blygsel och förtvivlan. Hennes kropp tynade så småningom bort samtidigt som hennes hud och blod torkade ut, och till slut fanns ingenting kvar av henne än själva stämman. På det sättet lever hon ännu kvar i skogen och uppe på bergen. Ingen ser henne, men hon hörs av alla. 
En dag blev kärlekens gudinna Afrodite ursinnig på Narkissos för att han hade avvisat både Echos och andra nymfers kärlek. Under en jakt kom Narkissos till en silverklar källa, där han lutade sig ner för att dricka vatten. Då såg han i vattnet en förtjusande yngling, som i själva verket var hans spegelbild. Afrodite kom då på att låta honom förälskas i sin egen avbild. Hans öga blev aldrig mätt på att se den strålande bilden, så en dag sträckte han ner sina armar i vattnet för att krama om den vackra mannen, men kunde inte nå honom. På det sättet plågades han av evig längtan och kände att döden var nära. Han lutade ner sitt trötta huvud ner mot gräset och när han andades sin sista suck, stod där den vita narcissen, en pingstlilja. Gudarna hade förvandlat honom till en blomma som för alltid skulle påminna om honom. Det var på det sättet Narkissos dog av sin kärlek till sig själv. Bara Echo finns kvar för att upprepa de ord hon hör i vinden.

## Varianter
I en dåtida variant av myten, nedtecknad av Conon, blev en ung man vid namn Ameinias kär i Narkissos. Om andra beundrare fann sig i att bli avvisade, envisades Ameinias med att upprepa sina försök, men Narkissos stötte bort honom varje gång. Till slut tröttnade Narkissos och gav Ameinias ett svärd. I sin förtvivlan fördömde denne då Narkissos inför gudarna, och använde svärdet till att ta sitt liv på tröskeln till Narkissos hem. Därefter förhäxades Narkissos av sin egen spegelbild i källan och insåg att han straffats för att ha förödmjukat Ameinias. Narkissos tog sitt liv vid källan och vid hans plats blommade en vit pingstlilja.

## I litteraturen
Den romerske diktaren Ovidius förmedlade denna grekiska myt om Narkissos bland många andra i sitt latinska epos Metamorphoseon libri. Den spanske dramatikern Calderón från Spaniens guldålder skrev 1661 en pjäs på temat kallad Eco y Narciso. Den långa, dynamiska dikten Narcis av Radovan Ivšić från 1942 är en modernistisk bearbetning av myten och är också tänkt att framföras på scen.